# Стєклов Володимир Олександрович
Стєклов Володимир Олександрович (рос. Влади́мир Алекса́ндрович Стекло́в; нар. 3 січня 1948, Караганда) — радянський і російський актор театру і кіно. Заслужений артист РРФСР (1988). Народний артист Росії (2001), Путініст та українофоб. 
Фігурант бази даних центру «Миротворець».

## Біографія
Народився 3 січня 1948 року в місті Караганді. 1949 року сім'я переїхала до Астрахані.
З дев'ятого класу займався в театральній студії. 1966 року закінчив середню школу № 66 міста Астрахань.
По закінченні 1970 року Астраханського театрального училища за спеціальністю «Актор драматичного театру та кіно» служив у Радянській армії (в музичному загоні Державного Червонознаменного науково-дослідного інституту військово-повітряних сил імені Чкалова в Ахтубінську), згодом із 1972 року працював у драматичному театрі міста Кінешма. 
У  1977—1982 рр. працював актором Камчатського драматичного театру в місті Петропавлівськ-Камчатський. 
У 1981—1989 рр.  — актор Московського драматичного театру імені Станіславського, з 1989 року грав у театрі імені Ленінського комсомолу (Ленком).
У кіно Володимир Стеклов почав зніматися 1983 року, відтоді знявся у понад 165 фільмах і серіалах, зокрема у стрічках українських кіностудій. 
У 1999—2000 рр. разом із актрисою Ольгою Кабо пройшов підготовку до польоту на станцію «Мир», але через недостатнє фінансування проекту (знімання фільму «Тавро Кассандри») до космосу не полетів.
З 1996 року працює актором театру «Школа сучасної п'єси», а з 2000 року грає також у театрах «Російська антреприза Михайла Козакова», Театр Мосради, «Сатирикон», працює художнім керівником театру «Художня школа».

## Громадська позиція
У 2022 році підтримав вторгнення Росії в Україну.
З 2024 по 2025 роки бере участь у зйомках російського серіалу «Центурія», які проходять в Маріуполі. Дане кіно присвячене боротьбі проти українського партизанського руху у окупованому російськими військами місті.

## Фільмографія

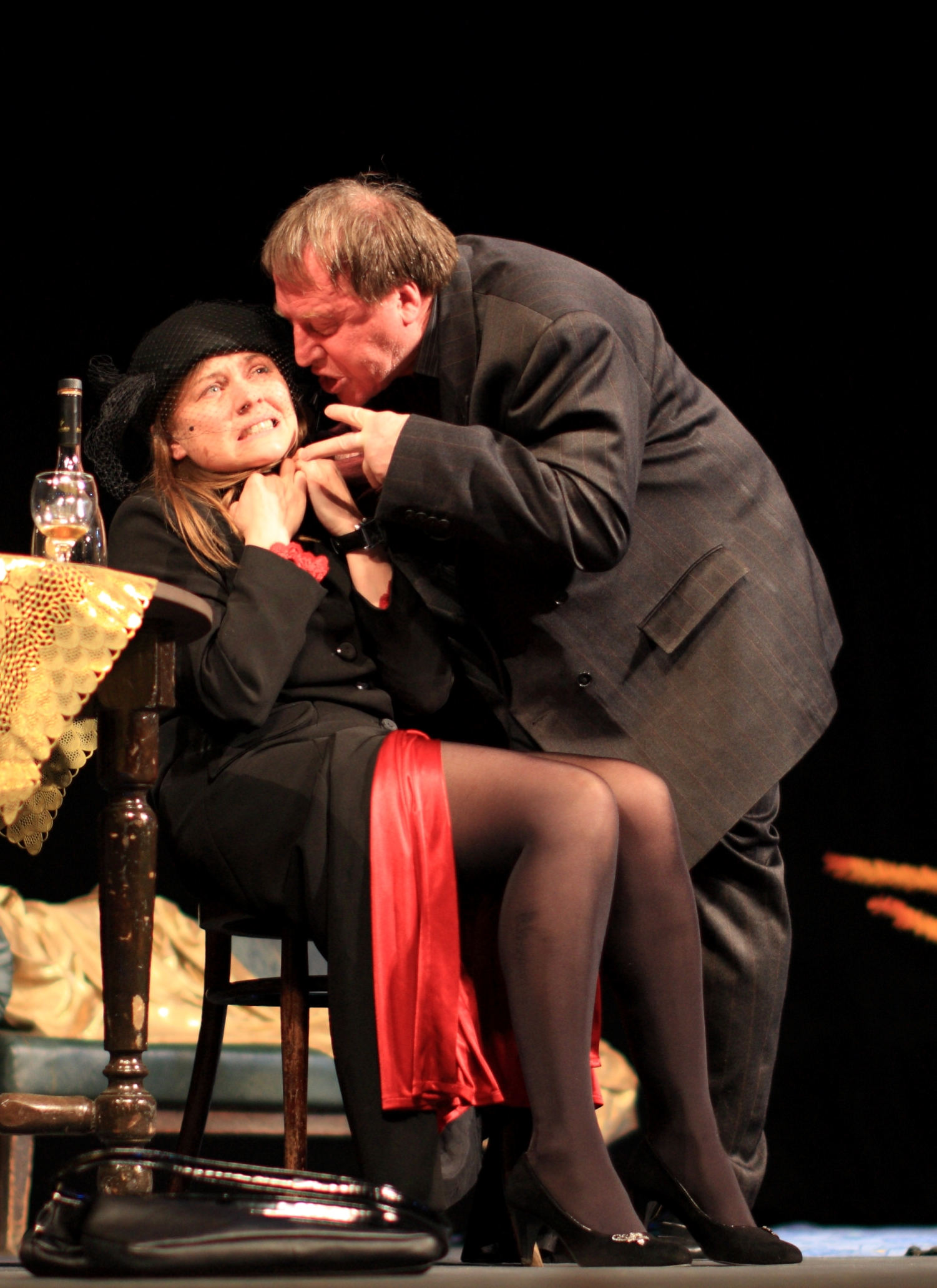
Володимир Стеклов і Марія Голубкіна в спектаклі «Любовь длиною в ночь»

1. 1983 — «Ураган приходить несподівано» — Захар Дудко
2. 1983 — «Співучасники» — Циплаков
3. 1984 — «Віра, надія, любов» — Сорокін
4. 1984 — «Мертві душі» — Петрушка
5. 1985 — «Корабель прибульців» — Мангулов
6. 1986 — «Нагородити (посмертно)» — Іван Барабанов
7. 1986 — «Плюмбум, або Небезпечна гра» — Лопатов
8. 1986 — «Чужа біла і рябий» — Коля Циган
9. 1986 — «Зустрічна смуга» — Олег Олегович Терьохін
10. 1986 — «На порозі» — Алімушкін
11. 1987 — «Гардемарини, вперед!» — слідчий Гусев
12. 1987 — «Ляпас, якого не було» — Анатолий Тарасович
13. 1987 — «Без сонця»
14. 1987 — «Розірване коло» — Сеня Орлов
15. 1988 — «Безхатько. Без певного місця проживання»
16. 1988 — «Вам що, наша влада не подобається?!»
17. 1988 — «Злодії в законі» — Петров
18. 1988 — «Стукач»
19. 1988 — «Подія в Утіноозьорську» — Спартак Сергійович Заборов
20. 1988 — «В'язень замку Іф» — Бертуччо
21. 1989 — «Життя за лімітом»
22. 1989 — «Ідеальний злочин» — Берман
23. 1989 — «Князь Удача Андрійович» — Микола Іванович Кухтін
24. 1989 — «Кримінальний квартет» — Семен Портной
25. 1989 — «Процес» — следователь Амелин
26. 1990 — «Коли святі марширують»
27. 1990 — «Повість непогашеного місяця»
28. 1990 — «Савой» — Сергій Гусев
29. 1991 — «Кремлівські таємниці шістнадцятого століття»
30. 1991 — «Мій найкращий друг — генерал Василь, син Йосипа» — В. І. Сталін
31. 1991 — «Фірма пригод»
32. 1991 — «Справа»
33. 1992 — «Ближнє коло» — Хрустальов
34. 1992 — «Вальс золотих тельців»
35. 1992 — «Побачити Париж і померти»
36. 1993 — «Падіння»
37. 1993 — «Вирок»
38. 1994 — «Майстер і Маргарита» — Азазелло
39. 1994 — «Серп і молот»
40. 1994 — 1995 — «Петербурзькі таємниці» — Карозич-Бодлевский
41. 1996 — «Лінія життя»
42. 1998 — «Вовчиця» (телесеріал)
43. 1998 — «Розв'язка петербурзьких таємниць» — Карозич-Бодлевский
44. 1998 — «Му-му»
45. 1998 — «Гаряча точка» — Азіз-улла/Зуб
46. 1999 — «Д. Д. Д. Досьє детектива Дубровського»
47. 2000 — «Я вам більше не вірю»
48. 2000 — «Справжні пригоди»
49. 2001 — «Зупинка на вимогу 2» — Чулков
50. 2001 — «Аз і ферт» (Телеспектакль) — Фиш
51. 2001 — «Ти да я, да ми з тобою» (к/м) — Серафім
52. 2001 — «Таємний знак» — следователь Жоголь
53. 2001 — «Російський водевіль»
54. 2002 — «Закон» — Сомов
55. 2002 — «Вілліси» — заказчик
56. 2002 — «Олігарх» − Беленький
57. 2002 — «Антикілер 2: Антитерор» — Гладков
58. 2003 — «Валізи Тульса Люпера: від Сарка до кінця» — Комендант Котчев
59. 2003 — «Кожен зійде на Голгофу»
60. 2003 — «Важкий пісок»
61. 2004 — «Злодії та проститутки» — Женя Михайлов (Ювеналий)
62. 2004 — «Гріхи батьків» — Сергей Волков
63. 2004 — «Російське» — Зільберман
64. 2004 — «Жарт ангела»  — Ангел
65. 2004 — «Зцілення коханням» — Марукін
66. 2005 — «Горинич і Вікторія» — Николай Петрович Греков
67. 2005 — «Останній бій майора Пугачова» — Коваленко, начальник лагеря
68. 2006 — «Вовчиця» — маг-аферист
69. 2006 — «Псевдонім „Албанець“» — Краснов
70. 2006–2007 — «Кадети» — прапорщик Кантемиров
71. 2007 — «Консерви»
72. 2007 — «Формула стихії» — Калинин
73. 2008 — «Я лікую» — главврач Лобов
74. 2008 — «Непереможний» — Генерал Лямін
75. 2009 — «Братани» — Вениамин Константинович, отец Ирины
76. 2009 — «Сьомін» — Микола Слепнєв
77. 2009 — «Мій ласкавий і ніжний мент» / Нежный барс — Федор Ильич по прозвищу «Банзай»
78. 2009 — «Другі» — Мирзоев, комиссар госбезопасности
79. 2009 — «Ласкавий травень» — Председатель Гостелерадио
80. 2009 — «Охоронець 2» (телесериал) — Михаил
81. 2010 — «Трава під снігом» — отец Игоря
82. 2009 — «Лигівка»
83. 2010 — «Брат за брата» — Кравчук
84. 2010 — «Робінзон» — командующий
85. 2010 — «Глибше!»
86. 2011 — «Єльцин. Три дні в серпні» — Павло Сергійович Грачов
87. 2014—2016 — «Світло і тінь маяка»
88. 2018 — «Годунов» (телесеріал)
89. 2019 — «Колишні-2» (телесеріал)
90. 2020 — «Обитель» (телесеріал)
91. 2020 — «Грозний» (телесеріал) та ін.

## Санкції
Володимир Стєклов підтримав збройну агресію Росії проти України, тимчасову окупацію території України, є фігурантом санкційних списків.
З 6 січня 2023 року доданий до санкційного списку України.